# Tour della nazionale maschile di rugby a 15 del Sudafrica 1966
Dopo lo storico tour del 1965, fu deciso che una selezione sudafricana avrebbe restituito la visita all'Argentina.
Venne allestita una selezione denominata "Gazelles". Si trattava di una vera e propria squadra "B" formata da giovani giocatori aiutati da giocatori più esperti.
Anche la federazione cilena aveva richiesto di incontrare la squadra sudafricana e a Santiago si giocò il primo incontro.

## Risultati
| Santiago del Cile 20 agosto 1966 | Cile | 3 – 73 | South Africa Gazelles |  |

| Arbitro: | Lucas Glastra |

|                                                      |           | |
| mete: 1 meta tecnica trasf.: Mezquida c.p.: Mezquida | Marcatori | mete: Ellis 4 Du Pisanie 2, Nomis 2 Meiring 2, De Villiers Bennet, Court trasf.: Pretorius 12 c.p.: Pretorius 2 |

| Arbitro: | Ricardo Colombo |

|                            |           |                                                                             |
| c.p.: Caballero, J. Seaton | Marcatori | mete: de Gould 2 Marais, Carelse Uys, Nozmis Meiring, Court trasf.: Gould 4 |

| Arbitro: | Carlos A. Tozzi |

|             |           | |
| c.p.: Ponce | Marcatori | mete: Ellis 4, Court 4 Gould 3, Carelse 2 Uys 2, Kotze Swart, Wilkens De Waal, Bennet trasf.: Pretorius 10 |

| Arbitro: | Cesar de Elizalde |

|  |           |                                                                                 |
|  | Marcatori | mete: Meiring 2 Alberts, Pitzer De Waal, Uys, Court trasf.: Gould 2 Drop: Gould |

| Arbitro: | Federic Pfister |

|               |           | |
| c.p.: Marenco | Marcatori | mete: Uys 4, Wilkins 3 Carelse 2, Meiring 2 Gould 2, Kotze Harrison, Swart Ellis trasf.: Pretorius 14 c.p.:Pretorius |

| Arbitro: | Ken John |

|               |           |                                                                                             |
| c.p.: Poggi 2 | Marcatori | mete: Meiring 4 Ellis 2, De Waal 2 Uys 2. Bond Pitzer trasf.: Pretorius 9 c.p.: Pretorius 2 |

| Arbitro: | Jorge Comotto |

|  |           |                                                                                 |
|  | Marcatori | mete: Ellis 3, Carelse, Claasen, Wilkens, Meiring, Court, Gould trasf.: Gould 5 |

| Buenos Aires 17 settembre 1966 | Argentina "B" | 6 – 29                                                                                              | South Africa Gazelles | Gimnasia y Esgrima |
| \| \| \| \| \| mete: Cornille Drop: Poggi \| Marcatori \| mete: Ellis 2, Carelse, Swart, Du Piesanie, Nomis Court. trasf.: Pretorius c.p.: Pretorius, Meiring \| |               | |                       |                    |
| |               | |                       |                    |
| mete: Cornille Drop: Poggi | Marcatori     | mete: Ellis 2, Carelse, Swart, Du Piesanie, Nomis Court. trasf.: Pretorius c.p.: Pretorius, Meiring |                       |                    |

| Arbitro: | Carlos A. Tozzi |

|                |           |                                                                        |
| mete: Cornille | Marcatori | mete: Ellis, Wilkens Nomis, Meiring trasf.: Pretorius 2 c.p.:Pretorius |

| Arbitro: | Ken John |

| |            | |
| c.p.: Gradin | Marcatori  | mete: Bennet c.p.: Pretorius Drop: Uys |
| 15 Marcos Dumas 14 Enrico Neri, 11 Hector Goti 13 Marcelo Pascual, 12 Arturo RodriguezJurado 10 Roberto Cazenave, 9 Luis Gradin 8 Miguel Chesta, 7 Mario Bouza, 6 Raul Loyola 5 Aitor Otano (c), 4 Luis Garcia Yanez 3 Willie McCormick, 2 Ricardo Handley, 1 Ronnie Foster | Formazioni | 15 Dries Pretorius 14 Rodney Gould, 11 Barend Meiring 13 Julian Bennett, 12 Ian Bond 10 Jannie Barnard, 9 Piet Uys 8 Oupa du Piesanie, 7 Albie de Waal, 6 Jan Ellis 5 Gawie Carelse, 4 Jake Swart 3 Hannes Marais, 2 Gys Pitzer, 1 Ben Alberts |

| Arbitro: | Federico Pfister |

|  |           |                                                                                      |
|  | Marcatori | mete: De Villiers 2 Carelse, Visagie Bond, Court trasf.: Pretorius 4 c.p.: Pretorius |

| Arbitro: | Ken John |

| |            | |
| mete: Rodriguez Jurado c.p.: Poggi, Gradin Drop: Poggi | Marcatori  | mete: Wilkens, Bond Meiring c.p.: Pretorius 3 |
| 15 Marcos Dumas 14 Enrico Neri, 11 Roberto Cazenave 13 Marcelo Pascual, 12 Arturo Rodriguez Jurado 10 Eduardo Poggi, 9 Luis Gradin 8 Miguel Chesta, 7 Mario Bouza, 6 Raul Loyola 5 Aitor Otano (c), 4 Luis Garcia Yanez 3 Willie McCormick, 2 Ricardo Handley, 1 Ronnie Foster | Formazioni | 15 Dries Pretorius 14 Philip Court, 11 Barend Meiring 13 Julian Bennett, 12 Ian Bond 10 Jannie Barnard, 9 Piet Uys 8 Oupa du Piesanie, 7 Johan Wilkens, 6 Jan Ellis 5 Gawie Carelse, 4 Jake Swart 3 Gert Kotze, 2 Gys Pitzer, 1 Ben Alberts |

## La squadra
| Nome            | Partite | Mete | Trasf | c.p. | drop. | Mark | Punti |
| --------------- | ------- | ---- | ----- | ---- | ----- | ---- | ----- |
| Meiring, B      | 11      | 14   |       | 1    |       |      | 45    |
| Alberts, B      | 10      | 1    |       |      |       |      | 3     |
| Bennet, J.      | 10      | 3    |       |      |       |      | 9     |
| Carelse, G.     | 10      | 8    |       |      |       |      | 24    |
| Bond, I         | 9       | 3    |       |      |       |      | 9     |
| Court, P.       | 9       | 10   |       |      |       |      | 3     |
| Du Piesanie, C. | 9       | 3    |       |      |       |      | 9     |
| Ellis, J        | 9       | 17   |       |      |       |      | 51    |
| Marais, J.      | 9       | 1    |       |      |       |      | 3     |
| Pretorius A     | 9       |      | 53    | 13   |       |      | 145   |
| Swart, J        | 8       | 3    |       |      |       |      | 9     |
| Kotze, G        | 8       | 2    |       |      |       |      | 6     |
| Wilkens, J      | 8       | 7    |       |      |       |      | 21    |
| De Waal, A      | 7       | 4    |       |      |       |      | 12    |
| Gould, R        | 7       | 8    | 11    |      | 1     |      | 49    |
| Nomis, S        | 7       | 5    |       |      |       |      | 15    |
| Pitzer G        | 7       | 2    |       |      |       |      | 6     |
| Uys P. de       | 7       | 10   |       |      | 1     |      | 33    |
| Barnard, J..    | 5       |      |       |      |       |      |       |
| Claassen, E     | 5       | 1    |       |      |       |      | 3     |
| De Villiers, D  | 5       | 3    |       |      |       |      | 9     |
| Coley, M.       | 4       |      |       |      |       |      |       |
| Harrison, B.    | 5       | 1    |       |      |       |      | 3     |
| Visagie, P      | 5       | 1    |       |      |       |      | 3     |
|                 |         | 107  | 64    | 14   | 2     |      | 497   |

Nota: non è considerata nel computo statistico la partita con il Cile.